# Le Massegros
Le Massegros è stato un comune francese di 357 abitanti situato nel dipartimento della Lozère nella regione dell'Occitania. Dal 1º gennaio 2017 è divenuto comune delegato del nuovo comune di Massegros Causses Gorges.

## Storia

### Simboli
Lo stemma è stato adottato il 22 aprile 1956.

## Società

### Evoluzione demografica
Abitanti censiti